# سیاه‌پر کوهستانی کلمبیایی
سیاه‌پر کوهستانی کلمبیایی (نام علمی: Macroagelaius subalaris)، گونه‌ای از پرندگان تیرهٔ سیاه‌پرگان (Icteridae) است.
این گونه بومی کلمبیا است که زیستگاه طبیعی آن جنگل‌های کوهستانی نمناک نیمه‌گرمسیری یا گرمسیری است.